# Goeppertia singularis
Goeppertia singularis é uma espécie de  planta do gênero Goeppertia e da família Marantaceae.

## Taxonomia
A espécie foi descrita em 2012 por Stella Suárez e Finn Borchsenius.
O seguinte sinônimo já foi catalogado:  
- Calathea singularis  H.Kenn.

## Forma de vida
É uma espécie terrícola e herbácea.

## Descrição
Ervas de 0,2-0,4 metro de altura. Lâmina foliar não ornamentada, verde. Brácteas verdes, cálice e corola alvos ou amarelos.

## Conservação
A espécie faz parte da Lista Vermelha das espécies ameaçadas do estado do Espírito Santo, no sudeste do Brasil. A lista foi publicada em 13 de junho de 2005 por intermédio do decreto estadual nº 1.499-R.

## Distribuição
A espécie é endêmica do Brasil e encontrada nos estados brasileiros de Bahia e Espírito Santo.
A espécie é encontrada no domínio fitogeográfico de Mata Atlântica, em regiões com vegetação de .